# András Schäfer
András Schäfer (ur. 13 kwietnia 1999 w Szombathely) – węgierski piłkarz występujący na pozycji pomocnika w niemieckim klubie Union Berlin oraz w reprezentacji Węgier. 
Wychowanek Szombathelyi Haladás, w trakcie swojej kariery grał także w takich zespołach jak MTK Budapest, Genoa oraz Chievo.